# Afectivitat
L'afectivitat és la qualitat o acció de demostrar afecte, estima, tendresa o la suma de sentiments, emocions i passions de la persona o les seves corresponents reaccions.

## Segons Spinoza
Segons Baruch de Spinoza, n'hi ha tres afeccions fonamentals: 
1. Alegria
2. Tristesa
3. Desig

Va tractar que aquestes parts fossin purament corporals, que estiguessin al nivell de l'apetit, és a dir, no acompanyades per la consciència. Les emocions, estrictament parlant, suposen una idea de l'objecte; l'amor, per exemple, és una manera de la consciència que inclou una idea de l'objecte estimat.

### Quadre de tipologies
- El desig és l'essència mateixa de l'home quan és concebuda com determinada a obrar alguna cosa per una afecció qualsevol donada per ella.

- L'alegria és la transició de l'home d'una menor a una major perfecció.
- La tristesa és la transició de l'home d'una major a una menor perfecció.
- L'admiració és la imaginació d'alguna cosa en la qual l'ànima roman absorta, perquè aquesta imaginació singular no té connexió amb les altres.
- El menyspreu és la imaginació d'alguna cosa que toca tan poc a l'ànima, que l'ànima mateixa, per la presència de la cosa, és moguda a imaginar el que en la cosa mateixa no existeix, més aviat que el que en ella existeix.
- L'amor és una alegria acompanyada per la idea d'una causa externa.
- L'odi és una tristesa acompanyada per la idea d'una causa externa.
- La propensió és una alegria acompanyada per la idea d'alguna cosa que és, per accident, causa d'alegria.
- L'aversió és una tristesa acompanyada per la idea d'alguna cosa que és, per accident, causa de tristesa.

- La devoció és el lliurament total a una experiència, en general de caràcter místic. La irrisió és una alegria nascuda en la que imaginem que hi ha alguna cosa menyspreable en la cosa que odiem.
- L'esperança és una alegria inconstant nascuda de la idea d'una cosa futura o pretèrita del succés de la qual dubtem fins a cert punt.
- La por és una tristesa inconstant, nascuda de la idea d'una cosa futura o pretèrita, del succés de la qual dubtem fins a cert punt.
- La seguretat és una alegria nascuda de la idea d'una cosa futura o pretèrita sobre la qual ha desaparegut tota causa de dubte.
- La desesperació és una tristesa nascuda de la idea d'una cosa futura o pretèrita sobre la qual ha desaparegut tota causa de dubte.
- El goig és una alegria, acompanyada per la idea d'una cosa pretèrita que va succeir sense que la hi esperés.
- El remordiment de consciència és una tristesa acompanyada per la idea d'una cosa pretèrita que va succeir sense que la hi esperés.
- La commiseració és una tristesa acompanyada per la idea d'un mal que ha succeït a un altre a qui imaginem semblant a nosaltres.
- L'aprovació és l'amor cap a algú que ha fet bé a un altre.

- La indignació és l'odi cap a algú que ha fet malament a un altre.
- La sobreestimación és estimar a algú, per amor, en més del just.
- El menyspreu és estimar a algú, per odi, en menys del just.
- L'enveja és l'odi quan afecta a l'home de tal manera que s'entristeix amb la felicitat d'un altre, i, per contra, es gaudeix en el mal d'un altre.
- La misericòrdia és l'amor, quan afecta a l'home de tal manera que es gaudeix en el bé d'un altre, i, per contra, s'entristeix amb el mal d'un altre.
- La satisfacció de si mateix és una alegria nascuda que l'home es considera a si mateix i considera la seva pròpia potència d'obrar.
- La humilitat és una tristesa nascuda que l'home considera la seva pròpia impotència o flaqueza.
- El penediment és una tristesa acompanyada per la idea d'alguna cosa que creem haver fet per un lliure decret de l'ànima.

- La supèrbia consisteix a estimar-se, per amor a si mateix, en més d'allò just.
- L'abjecció consisteix a estimar-se per tristesa en menys del que és just.
- La glòria és una alegria acompanyada per la idea d'alguna acció nostra que imaginem que els altres lloen.
- La vergonya és una tristesa acompanyada per la idea d'alguna acció que imaginem que els altres vituperan.
- La nostàlgia és el desig de posseir una cosa, sustentat pel record d'aquesta cosa i al mateix temps reprimit pel record d'altres coses que exclouen l'existència de la cosa vinguda de gust.
- L'emulació és el desig d'una cosa que s'engendra en nosaltres perquè imaginem que uns altres tenen el mateix desig.
- L'agraïment o gratitud és un desig o afany d'amor amb què ens esforcem a fer bé a aquell que ens ha fet un bé, amb igual afecte d'amor.
- La benevolència és un desig de fer bé a aquell per qui sentim conmiseración.
- La ira és un desig que ens incita, per odi, a fer malament a qui odiem.

- La venjança és un desig que ens incita, per odi recíproc, a fer malament a qui afectat per igual afecte, ens ha inferit un dany.
- La crueltat o sevicia és un desig pel qual algú és incitat a fer-li malament a qui estimem o a aquell per qui sentim conmiseración.
- El temor és un desig d'evitar un mal major, del que tenim por, mitjançant un altre menor.
- L'audàcia és un desig pel qual algú és incitat a fer alguna cosa corrent un perill que els seus iguals tenen por de arrostrar.
- La pusilanimidad, es diu, és pròpia d'aquell el desig del qual és reprimit pel temor d'un perill que els seus iguals gosen afrontar.
- La consternació, es diu, és pròpia d'aquell del qual el seu desig d'evitar un mal, és reprimit per l'admiració que li produeix el mal que tem.
- La humanitat o modèstia és un desig de fer allò que agrada als homes i d'abstenir-se d'allò que els desagrada.
- L'ambició és un desig immoderat de glòria.
- La gula és un desig immoderat o també amor de menjar.
- L'embriaguesa és un desig immoderat i amor de beure.
- L'avarícia és un desig immoderat i amor de riqueses.
- La luxúria és també desig i amor d'ajuntament carnal.

## Altres teories
Per la seva banda, Antonio Damasio proposa una espècie d'arbre de com van emergint els nivells successius que porten fins als sentiments:
1. Respostes immunes, reflexos bàsics, regulació metabòlica.
2. Comportaments de dolor i plaer.
3. Instints i motivacions.
4. Emocions de fons, primàries i socials.

Respecte de les emocions socials, inclou la simpatia, la torbació, la vergonya, la culpabilitat, l'orgull, la gelosia, l'enveja, la gratitud, l'admiració, la indignació i el desdeny.